# 요세프 피슈나
요세프 피슈나(체코어: Josef Pišna, 1826년 6월 15일~1896년 10월 19일)는 체코의 작곡가이다. 프르지브람 근처 르티쇼비체에서 태어나 1840년부터 1846년까지 프라하 음악원에서 오보에를 배웠다. 그는 모스크바에서 피아노 교사로 35년동안 일했다. 

## 작품
- 《60개의 피아노 연습곡》